# 앳 애니 프라이스
《앳 애니 프라이스》(영어: At Any Price)는 미국에서 제작된 라민 버라니 감독의 2012년 드라마 영화이다. 데니스 퀘이드, 잭 에프론, 킴 디킨스, 헤더 그레이엄 등이 출연하였다.

## 출연
- 데니스 퀘이드
- 잭 에프론
- 킴 디킨스
- 헤더 그레이엄
- 클랜시 브라운
- 첼시 로스
- 레드 웨스트
- 마이카 먼로

## 기타 제작진
- 배역: 더글러스 에이블
- 미술: 채드 키스
- 세트: 애덤 윌리스
- 의상: 테리 덩컨